# 詩美拉遙國家公園
诗美拉遥国家公园，亦称“沙玛拉如国家公园”（Taman Negara Samalaju）是馬來西亞的國家公園，位於砂拉越的民都魯省，距離民都魯約30公里，成立於1976年，面積90平方公里，有長臂猿、食蟹獼猴等野生動物棲息。